# Melinaea mnemopsis
Melinaea mnemopsis är en fjärilsart som beskrevs av Berg 1897. Melinaea mnemopsis ingår i släktet Melinaea och familjen praktfjärilar. Inga underarter finns listade i Catalogue of Life.